# Ötscher
Ötscher je rozsáhlý horský masiv, vysoký 1893 m n. m. na jihozápadě Dolního Rakouska. Náleží do Ybbstalských Alp, jež jsou součástí Severních vápencových Alp. Hlavní vrchol s nadmořskou výškou 1893 m se jmenuje oficiálně Ötscher ale bývá často nazýván Grosser Ötscher. Na náhorní plošině Ötscheru jsou ještě dva vrcholky – Taubenstein (1849 m n. m.) a asi 2 km jihozápadně od hlavního vrcholu Kleiner Ötscher (1552 m n. m.). Horský masiv leží v přírodním parku jménem Naturpark Ötscher-Tormäuer.

## Poloha a okolí
Vzhledem ke své samostatné poloze je hora viditelná až i ze vzdálenosti 100 km. Při pohledu od severu je hora mohutná a široká, od západu a hlavně od východu je úzká. Vápencový masiv je rozerván hlubokými údolími a roklemi a vrchol je dobře přístupný jen od severozápadu.
Ve vzdálenosti do 20 km se od horského masivu nacházejí jen dvě větší místa, jimiž jsou na severu okresní město Scheibbs a na jihovýchodě známé poutní místo Mariazell.
Zhruba 4 km západně od vrcholu, v nadmořské výšce okolo 840 m, se rozkládá známé středisko zimních sportů – Lackenhof am Ötscher. Odtud vede sedačková lanovka až k horské chatě ve výšce 1410 m n. m. Od chaty pak vede hlavní cesta na vrchol masivu. Cesta je známá pro dobré vyhlídky po okolí.

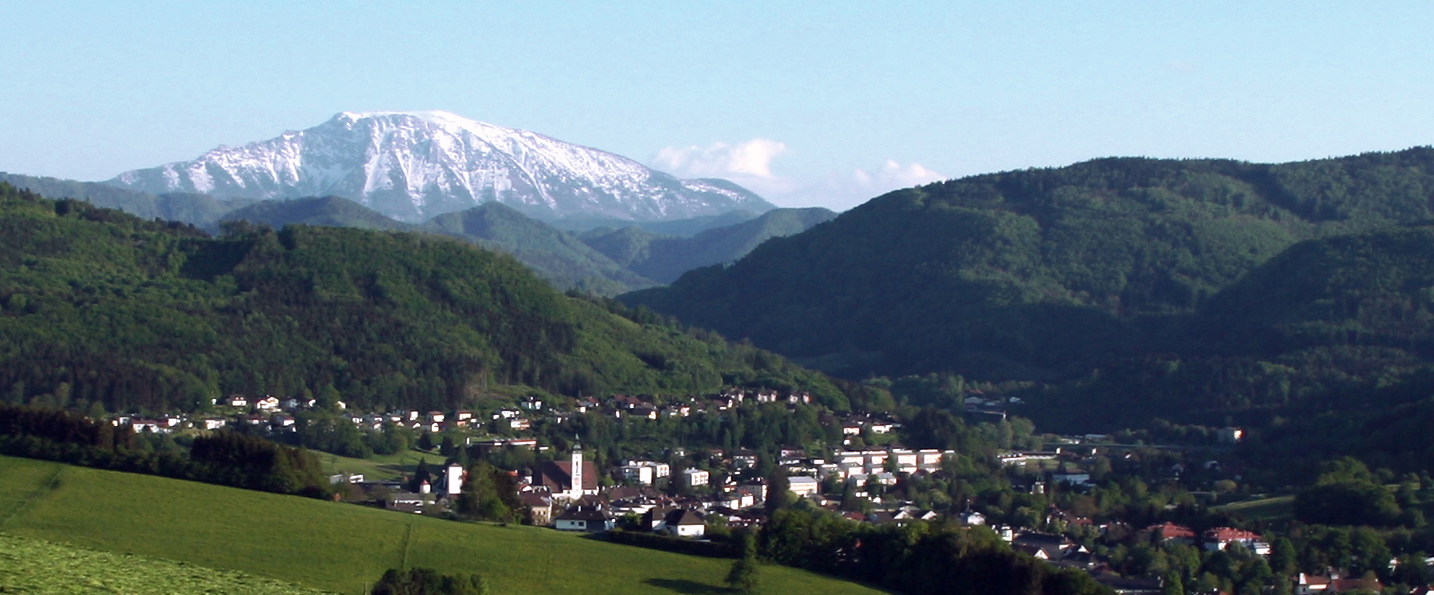
Pohled od města Scheibbs
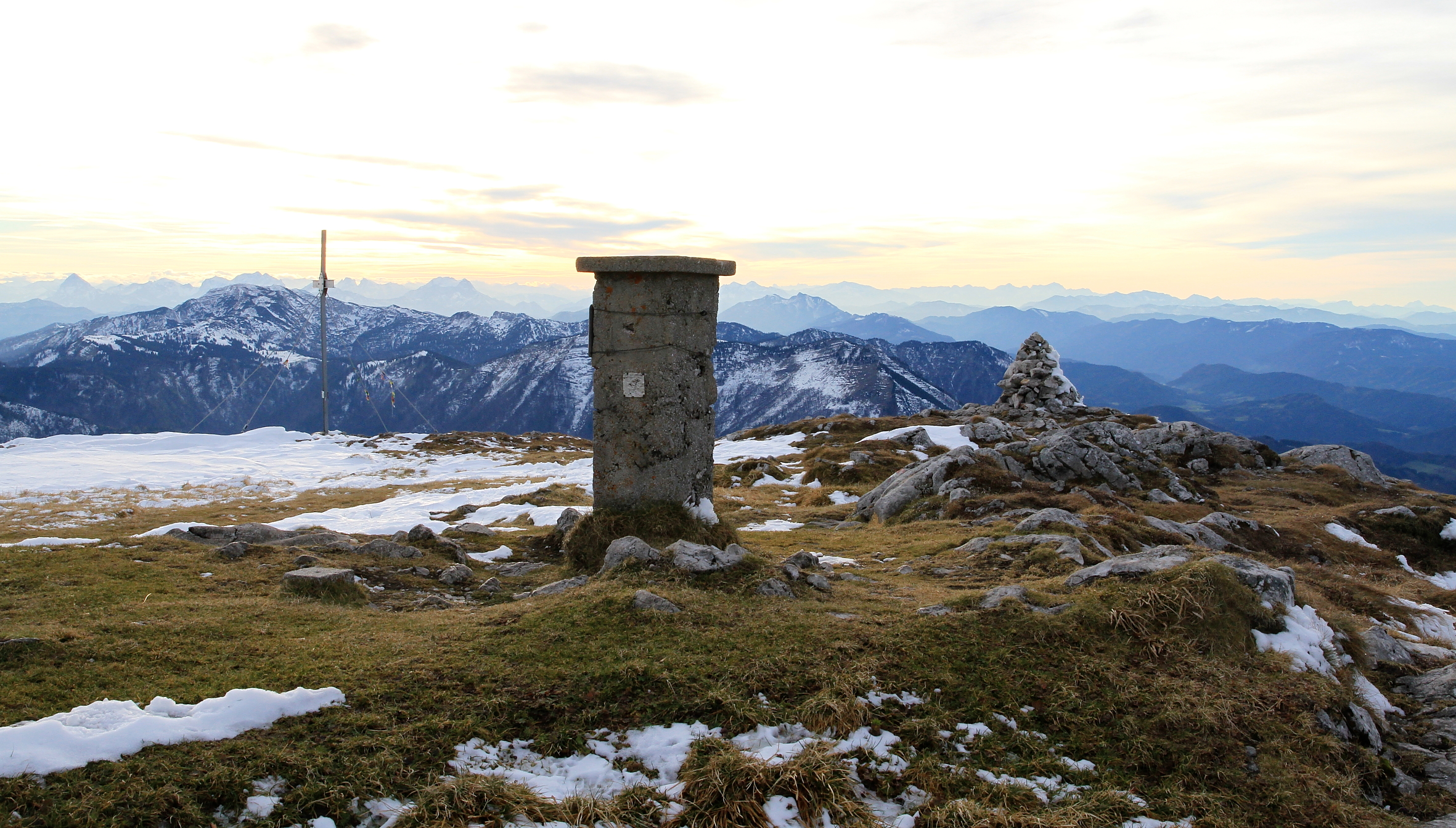
Vrchol

## Historie
Dominantní hora Ötscher, tehdy nazývaná Hexenberg byla zdolána expedicí Maxmiliána II. roku 1573. Jeho syn Rudolf II. nechal těžit zlato a vzácné kovy v údolích pod horami. Kvůli tomu bylo v okolí postaveno 30 pil na dřevo, hamry na zkujňování kovu a rozmohla se výroba dřevěného uhlí v milířích.
Pod Ötscherem byla postavena nejstarší vodní elektrárna Wienerbruck. Historické stroje dnes dodávají energii pro Mariazellskou úzkokolejnou železnici.

## Turistika
Do svahů Ötscheru se zařezává soutěska Ötschergräben. Ve vápenci se vytvořily rokle, vodopády a bizarní skalní útvary. Prochází skrz ní značená turistická stezka. V zimě zde lezou horolezci po ledopádech.